# Измайловка (Кировоградская область)
Изма́йловка (укр. Ізмайлівка) — село в Александрийской городской общине Александрийского района Кировоградской области Украины
Население 425 человек. Телефонный код — 5235. Код КОАТУУ — 3520383501.